# Área de proteção ambiental
Áreas de Proteção Ambiental (APA) são um tipo de área protegida previstas na legislação brasileira como parte do Sistema Nacional de Unidades de Conservação, que correspondem a áreas em geral extensa, com um certo grau de ocupação humana, dotadas de atributos abióticos, bióticos, estéticos ou culturais especialmente importantes para a qualidade de vida e o bem-estar das populações humanas, e tem como objetivos básicos proteger a diversidade biológica, disciplinar o processo de ocupação e assegurar a sustentabilidade do uso dos recursos naturais. Consiste em um modelo importado da lei portuguesa e francesa, que é muito criticado no Brasil, algumas vezes injustamente.
Pode ser estabelecida em área de domínio público e/ou privado, pela União, estados ou municípios, não sendo necessária a desapropriação das terras. No entanto, as atividades e usos desenvolvidos estão sujeitos a um disciplinamento específico.
Pode ter em seu interior outras unidades de conservação, bem como ecossistemas urbanos, permitindo a experimentação de técnicas e atitudes que conciliem o uso da terra e o desenvolvimento regional com a manutenção dos processos ecológicos essenciais. Toda APA deve ter zona de conservação de vida silvestre (ZVS).
As áreas de proteção ambiental pertencem ao Sistema Nacional de Unidades de Conservação (SNUC), regulado pela Lei 9.985 de 18 de julho de 2000.
As áreas de proteção ambiental federais são administradas pelo Instituto Chico Mendes de Conservação da Biodiversidade (ICMBio).

## Áreas por estado

### Amapá
APA do rio Curiaú

### Alagoas
Costa dos Corais - AL/PE (1997)
Piacabuçu - AL (1983)

### Bahia
APA Costa de Itacaré / Serra Grande
APA Lagoas e Dunas do Abaeté (Criada em 1987)
APA Lagoas de Guarajuba - Camaçari Bahia
Serra de Tabatinga - MA, TO e BA (1990)
APA Rio de Janeiro, Oeste baiano
UNIDUNAS Salvador
APA Baía de Todos os Santos
APA Bacia do Cobre/São Bartolomeu Salvador
APA Joanes Ipitanga
Trancoso/Caraiva - BA (1993)
Marimbus/Iraquara - BA (1993)

### Ceará
APA das Dunas de Lagoinha (1999)
Área de Proteção Ambiental da Serra de Baturité - CE (1991)
Área de Proteção Ambiental Delta do Parnaíba - CE, PI e MA
Área de Proteção Ambiental do Lagamar do Cauípe - CE (1998)
Floresta Nacional do Araripe-Apodi
Floresta Nacional de Sobral
Geoparque Araripe - CE, PI, e PE (1997)
Fazenda Não Me Deixes Parque Botânico do Ceará - CE (1996)
Reserva Extrativista do Batoque
Reserva Extrativista Prainha do Canto Verde
Delta do Parnaíba - PI, CE e MA (1996)
Parque Nacional de Jericoacoara - CE (1984)
Serra da Ibiapaba - CE e PI (1996)
Rio Pacoti - CE (2000)
Área de Proteção Ambiental das Dunas de Paracuru - CE (1999)
Área de Proteção Ambiental da Praia de Ponta Grossa

### Distrito Federal
Bacia do Rio Descoberto - DF e GO (1983)
Bacia do São Bartolomeu - DF (1983)
Apa do Planalto Central - GO e DF (2002)

### Espírito Santo
APA de Conceição da Barra
APA Costa das Algas
APA Guanandy
Pico do Goiapaba-Açu

### Goiás
Bacia do Rio Descoberto - DF e GO (1983)
Meandros do Rio Araguaia - GO, TO e MT (1998)
Nascentes do Rio Vermelho - GO (2001)
Chapada dos Veadeiros APA de Pouso Alto - GO (2001)
Planalto Central - GO e DF (2002)

### Maranhão
APA da Baixada Maranhense
APA do Delta do Parnaíba
APA da Foz do Rio das Preguiças-Pequenos Lençóis-Região Lagunar Adjacente
APA do Itapiracó - São Luís - MA
APA do Maracanã - São Luís - MA
APA dos Morros Garapanses - Afonso Cunha, Buriti, Coelho Neto, Duque Bacelar - MA (2008)
APA da Nascente do Rio das Balsas
APA das Reentrâncias Maranhenses
APA de Upaon-Açu-Miritiba-Alto Preguiças

### Mato Grosso
Parque Nacional Chapada dos Guimarães
Meandros do Rio Araguaia - GO, TO e MT (1998)

### Mato Grosso do Sul
Ilhas e Várzeas do Rio Paraná - PR, SP e MS (1997)

### Minas Gerais
Carste de Lagoa Santa - MG (1990)
Cavernas do Peruaçu - MG (1989)
Morro da Pedreira - MG (1990)
Serra da Mantiqueira - MG, RJ e SP (1985)
Rio Araçuaí
Rio Pandeiros
APA da Biquinha - Coronel Fabricano - MG (2006)
APA Serra do Cabral - Lassance- MG

### Pará
Igarapé Gelado - PA (1989)
Serra das Aranhas
Alter do Chão

### Paraíba
Barra do Mamanguape - PB (1998)
Tambaba - PB (2002)

### Paraná
Guaraqueçaba - PR e SP (1985)
Escarpa Devoniana (1992)
Ilhas e Várzeas do Rio Paraná - PR, SP e MS (1997)
São Jorge D'Oeste - Lagos do Iguaçu

### Pernambuco
Aldeia - Beberibe (2010)
Chapada do Araripe - CE, PI, e PE (1997)
Costa dos Corais - AL/PE (1997)
Fernando de Noronha - PE (1986)
Guadalupe - PE (2000)

### Piauí
Chapada do Araripe - CE, PI, e PE (1997)
Delta do Parnaíba - PI, CE e MA (1996)
Serra da Ibiapaba - CE e PI (1996)

### Rio de Janeiro
Parque da Cidade de Niterói - RJ (1976)
Cairuçu - RJ (1983)
Guapimirim - RJ (1984)
Área de proteção ambiental de Maricá - RJ (1984)
Serra da Mantiqueira - MG, RJ e SP (1985)
Serra de Sapiatiba - RJ - Iguaba Grande e São Pedro (1990)
Engenho Pequeno - RJ - São Gonçalo (1991)
Petrópolis - RJ (1992)
Brisas -RJ- Guaratiba (1992)
Peró - RJ - Cabo Frio e Búzios (2002)
Morro do Itaoca - RJ - Campos dos Goytacazes (2013)
Lagoa de Cima - RJ - Campos dos Goytacazes (1992)
Pico da Caledônia - RJ

### Rio Grande do Norte
Jenipabu
Recifes Corais
Bonfim-Guaraíras
Piquiri-Una

### Rio Grande do Sul
Lagoa verde
Banhado grande (1998)
Ibirapuitã (1992)
Rota do Sol
Morro de Osório, municipal - Osório (1994)

### Santa Catarina
Anhatomirim (20 de maio de 1992)
Baleia Franca (2000)
Brilhante
Costeira do Maciambu (2007)

### São Paulo
Bacia do rio Paraíba do Sul, federal (1982)
Cananéia, Iguape e Peruíbe, federal (1985)
Serra da Mantiqueira, federal (1985) - abrange MG, RJ e SP
Guaraqueçaba - PR e SP (1985)
Ilhas e Várzeas do Rio Paraná - PR, SP e MS (1997)
Bacia Hidrográfica do Rio Batalha, estadual (2001)
Bairro da Usina, em Atibaia, estadual (1986)
Cabreúva, em Cabreúva, estadual (1998)
Cajamar, em Cajamar, estadual (1984)
Campos de Jordão, em Campos de Jordão, estadual (1998)
Corumbataí, Botucatu e Tejupá, estadual (1983)
Fazenda do Carmo, em São Paulo, estadual (1993)
Haras de São Bernardo, em Santo André, estadual (1987)
Ibitinga, em Ibitinga, estadual (1987)
Ilha Comprida, em Ilha Comprida, estadual (1989)
APA Itupararanga, estadual (1998)
Jundiaí, em Jundiaí, estadual (1998)
Mata do Iguatemi, em São Paulo, estadual (1993)
Piracicaba/Juqueri-Mirim, estadual (1989 e 1991)
Sapucaí Mirim, estadual (1998)
Serra do Mar, estadual (1998)
Silveiras, em Silveiras, estadual (1984)
Sistema Cantareira, estadual (1998)
Tietê, em Tietê, estadual (1983)
Várzea do Tietê, estadual (1998)
Capivari-Monos, em São Paulo, municipal (2001)
Bororé-Colônia, em São Paulo, municipal (2006)
Serra do Itapeti, em Guararema, Mogi das Cruzes e Suzano, estadual (2018)

### Sergipe
Parque Nacional Serra de Itabaiana
Floresta Nacional do Ibura
Reserva Biológica de Santa Isabel
Refúgio de Vida Silvestre Mata do Junco
Monumento Natural da Grota do Angico

### Tocantins
APA Bananal-Cantão (estadual) (1997)
Meandros do Rio Araguaia - GO, TO e MT (1998)
Serra de Tabatinga - MA, TO e BA (1990)
Santa Tereza
Nascentes de Araguaína
Peixe-Angical